# Liste de films algériens sortis en 1966
Liste de films algériens
- 1962
- 1963
- 1964
- 1965
- 1966
- 1967
- 1968
- 1969
- 1970

Liste non exhaustive de films algériens sortis en 1966.

## 1966
| Affiche | Titre               | Réalisateur             | Distribution | Genre        | Notes |
| ------- | ------------------- | ----------------------- | ------------ | ------------ | ----- |
|         | La Bataille d'Alger | Gillo Pontecorvo        |              | Docufiction  |       |
|         | Le Vent des Aurès   | Mohammed Lakhdar-Hamina |              | Guerre Drame |       |